# Merete Riisager

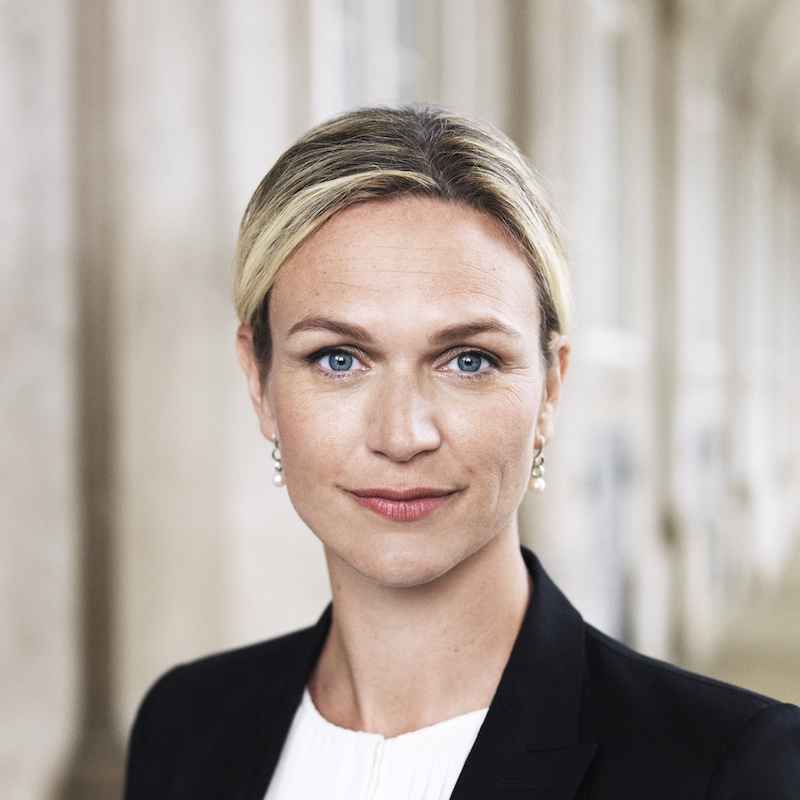
Merete Riisager (2015)

Merete Riisager (* 1. März 1976 in Aarhus) ist eine dänische Politikerin und für Liberal Alliance Abgeordnete im Folketing. Sie war Bildungsministerin in der Regierung Lars Løkke Rasmussen III.
Riisager machte ihren Abschluss an der Universität Kopenhagen. Vor ihrem Beitritt zur Liberal Alliance gehörte sie dem Folketing als Abgeordnete für Det Radikale Venstre an.
Riisager wurde von ihrer Partei im Wahlkreis Fyns Storkreds aufgestellt. Zuvor war sie Sprecherin der Liberal Alliance für Kinder und Bildung sowie Kommunal- und Gleichstellungssprecherin. Bis zum 4. Juni 2016 war sie die Sprecherin der Partei für Steuern.

## Quelle
- Radikal skifter til Liberal Alliance

| Personendaten    | Personendaten                                                     |
| ---------------- | ----------------------------------------------------------------- |
| NAME             | Riisager, Merete                                                  |
| KURZBESCHREIBUNG | dänische Politikerin (Liberal Alliance), Abgeordnete im Folketing |
| GEBURTSDATUM     | 1. März 1976                                                      |
| GEBURTSORT       | Aarhus                                                            |